# Léonard Sam
Léonard Drilë Sam est un universitaire, linguiste et homme politique anti-indépendantiste de Nouvelle-Calédonie, d'origine kanak, né le 15 février 1953 à Lifou. Membre du parti Calédonie ensemble, il a assuré l'intérim de la présidence du Congrès de la Nouvelle-Calédonie du 3 mars au 1er avril 2011 et du 1er au 19 août 2011. 

## Un spécialiste de l'enseignement comparé drehu-français

### Enseignant du primaire puis du secondaire
Neveu du pasteur Léonard Awë Sam qui a participé à la création de l'Église évangélique de Nouvelle-Calédonie et des îles Loyauté (ÉÉNCIL), Léonard Sam commence sa carrière dans les enseignements primaires puis secondaires publiques : il est instituteur-adjoint à l'école Mauricette-Devambez de Rivière-Salée à Nouméa de 1976 à 1979 puis à l'école du Vallon-Dore au Mont-Dore de 1988 à 1989. Puis il est instituteur en Collège d'enseignement général (CEG) pour le français et l'histoire-géographie au Lycée professionnel de Nouméa puis au Collège Georges-Baudoux de 1989 à 1990. Il est adjoint d'enseignement (AE) stagiaire puis titulaire au collège Jean-Mariotti de Nouméa de 1993 à 1997, puis professeur certifié stagiaire au collège de Kaméré en 1998.

### Un des artisans de l'enseignement des langues kanak
Mais il s'occupe rapidement de fonctions liées à l'enseignement des langues kanak : ainsi, de 1979 à 1984 et de 1987 à 1988, il intègre le Bureau des Langues vernaculaires (BLV) du Centre territorial de recherche et de documentation pédagogique (CTRDP), dont il devient le responsable à partir de 1983. Chargé d'étudier la mise en place d'un enseignement des langues vernaculaires, il met en place une expérimentation d'une méthode d'apprentissage du drehu au collège de Rivière-Salée en 1982 puis mène des interventions aux Îles Loyauté pour l'introduction des langues maternelles à l'école. Il intègre ensuite de 1991 à 1992 la mission Langues et Cultures régionales du Vice-rectorat, chargé de coordonner l’élaboration des propositions de programmes et d'épreuves au baccalauréat reconnues comme langues vivantes optionnelles au lycée (drehu, nengone, paicî et ajië). Après six années passées à enseigner en établissement et sa titularisation en tant que professeur certifié[évasif], il revient au vice-rectorat en tant que chargé de mission pour les LCR après la mise en place du statut de l'accord de Nouméa en 1999 et est donc l'un des artisans de la création d'un DEUG puis d'une licence en langues et cultures océaniennes à l'Université de la Nouvelle-Calédonie.

### Formation universitaire en linguistique
Le Territoire lui permet de parfaire sa formation en linguistique océanienne à Paris entre 1984 et 1986 : il obtient son diplôme de recherche et d'études appliquées (DREA) en langues océaniennes, option drehu, à l'Institut national des langues et civilisations orientales (INALCO) et sa maîtrise en sciences du langage de l'université Sorbonne Nouvelle - Paris 3 en 1986. Puis il passe son diplôme d'études approfondies (DEA) en linguistique générale et appliquée avec un mémoire sur « Enseigner le drehu, langue maternelle, et enseigner le français langue seconde, aux enfants de Lifou en Nouvelle-Calédonie » présenté en 1992 auprès de l'université Paris-Descartes. Enfin, il est docteur en linguistique de l'université de la Nouvelle-Calédonie en 2007 avec une thèse intitulée : Marques aspecto-temporelles et modales et structures d'actance du drehu, langue de Lifou (Nouvelle-Calédonie). Jacqueline de La Fontinelle et Claire Moyse-Faurie, entre autres, font partie de son jury qui lui décerne à l'unanimité une mention très honorable avec félicitations du jury.

### Universitaire
Il intègre l'université de la Nouvelle-Calédonie en 2003 : d'abord affecté sur un poste de professeur certifié, il est depuis 2004 coresponsable avec Jacques Vernaudon de la filière « Langues et cultures régionales » (LCR, DEUG et Licence jusqu'en 2009 puis Licence unique depuis 2009, rebaptisée « Langues, Littératures et Civilisations régionales » LLCR en 2011) au sein du département Lettres, Langues et Sciences humaines (LLSH). Le gouvernement de la Nouvelle-Calédonie le nomme aussi en 2004 comme coresponsable de l’expérimentation d'enseignement des langues kanak (ELCK).
Une fois sa thèse de doctorat passée en 2007, il obtient l'année suivante sa qualification en tant que maître de conférences par le Conseil national des universités (CNU) en 15e section (Langues et littératures arabes, chinoises, japonaises, hébraïques, d'autres domaines linguistiques). 
Il est membre du Centre des nouvelles études sur le Pacifique (CNEP) de l’université de la Nouvelle-Calédonie, laboratoire enregistré en tant qu'équipe d'accueil (EA) 4242.